# Pupazzo a molla

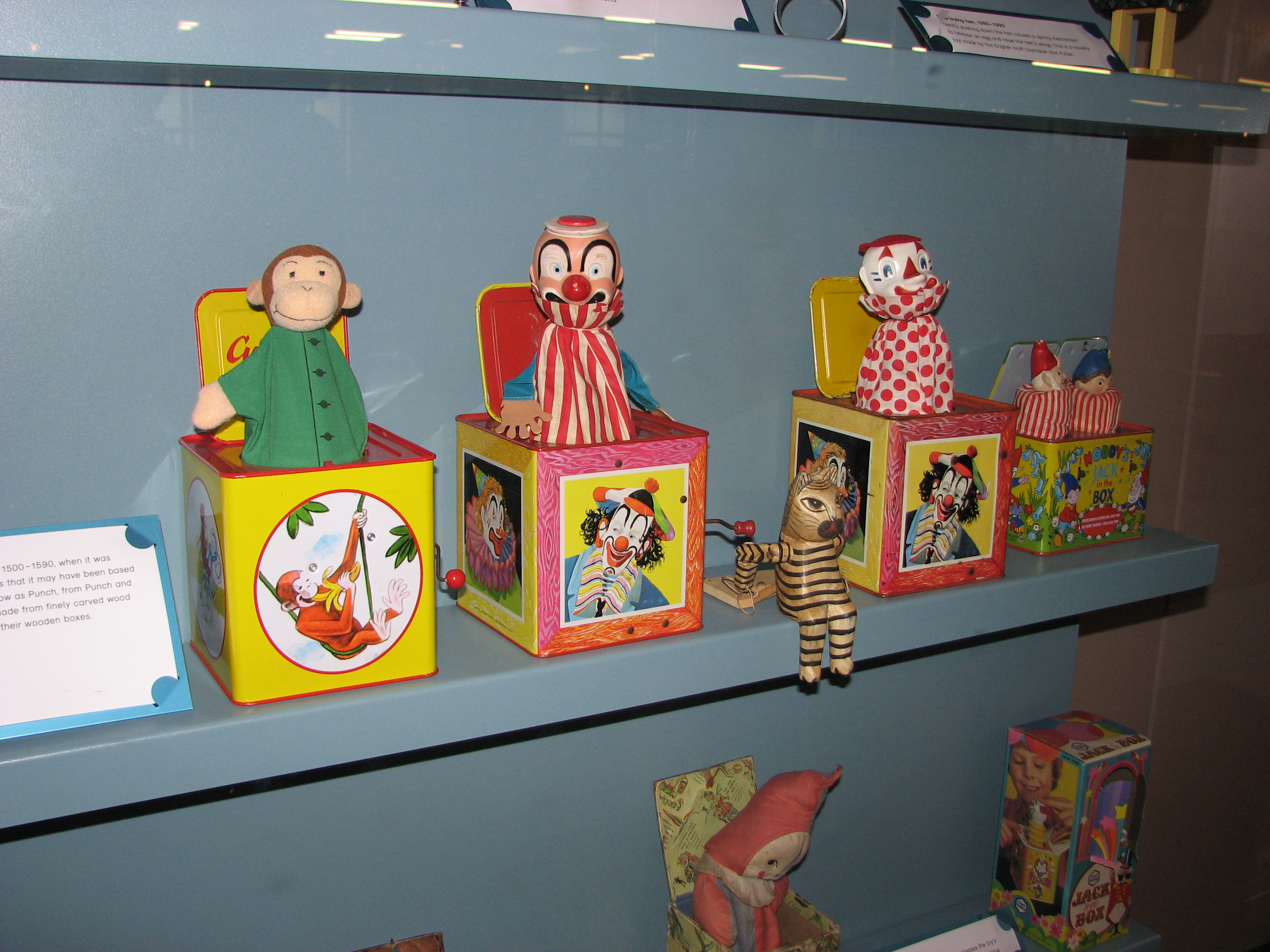
Pupazzi a molla conservati nel Childhood Museum di Londra

Il pupazzo a molla, anche conosciuto come scatola a sorpresa o con il termine inglese jack-in-the-box, è un giocattolo composto da una scatola e una manovella. Roteando quest'ultima diverse volte, la scatola riproduce la melodia di un carillon. Dopo aver ruotato la stessa un numero sufficiente di volte, dal contenitore fuoriesce un pupazzo in esso contenuto.

## Storia
Una teoria che spiega l'origine dei pupazzi a molla vuole che essi fossero nati grazie a sir John Schorne, prelato inglese vissuto nel XIV secolo. Secondo la tradizione, Schorne infilò un piccolo diavolo all'interno di una delle sue calzature per impedire che questi facesse del male agli abitanti del villaggio di North Marston. Proprio per questo motivo, Schorne viene raffigurato mentre tiene in mano uno stivale all'interno del quale vi è un diavoletto.
Il primissimo pupazzo a molla documentato venne costruito da un orologiaio tedesco di nome Claus all'inizio sedicesimo secolo per il quinto compleanno di un principe locale. Si trattava di una scatola di legno con bordi metallici; all'interno c'era un pupazzo a forma di diavolo che, ruotando una maniglia, usciva all'improvviso. Dopo averlo visto, altri nobili ne ordinarono uno per i loro figli.
Il primo documento in cui appare il termine jack-in-the-box, oggi in uso per indicare i pupazzi a molla, è Actes and Monuments (1563) di John Foxe. Il termine vi è usato in senso dispregiativo, per indicare un truffatore che avrebbe venduto scatole vuote a dei commercianti, al posto di ciò che volevano acquistare.
A partire dall'inizio del diciottesimo secolo, grazie al perfezionamento dei meccanismi, i pupazzi a molla non furono più appannaggio esclusivo dei reali.
Negli anni trenta del Novecento le scatole a sorpresa erano fabbricate in latta. Erano decorate con animali o altri motivi infantili e avevano carillon incorporati che emettevano filastrocche. Con il tempo, se ne iniziarono a creare alcuni con all'interno pupazzi diversi dai clown.